# Magnolia pahangensis
Espèce
Statut de conservation UICN

 DD  : Données insuffisantes
Magnolia pahangensis est une espèce ds de la famille des Magnoliaceae. C'est un arbre trouvé en Malaisie.

## Description
C'est un arbre.

## Répartition et habitat
L'espèce est trouvée en Malaisie péninsulaire (Pahang, Terengganu).
Elle pousse en milieu tropical humide.